# شهرستان کایتاگسکی
شهرستان کایتاگسکی (به لاتین: Kaytagsky District) یک منطقهٔ مسکونی در روسیه است که در داغستان واقع شده‌است.